# Freilassung
Unter Freilassung (lat. manumissio) versteht man den juristischen Akt, durch den ein Sklave aus dem Zustand der Sklaverei entlassen wird. Zu unterscheiden sind dabei die vom Sklavenhalter initiierte Freilassung eines Sklaven und die Sonderformen des Selbstkaufes eines Sklaven bzw. des Kaufes eines Sklaven durch dessen (freie) Angehörige.

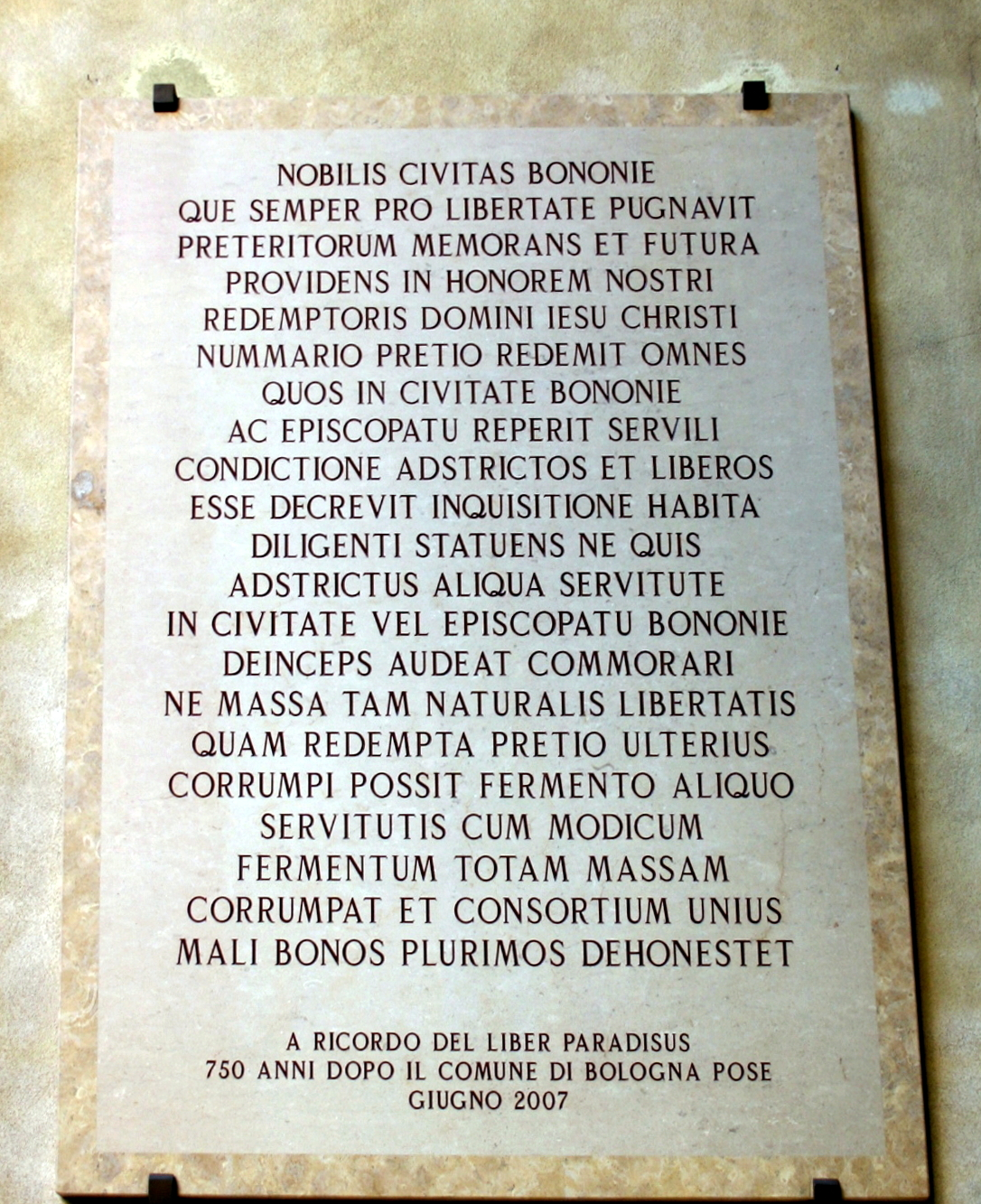
Die Tafel vom Liber Paradisus, im Palazzo d’Accursio in der Stadt Bologna, in dem 1256 Leibeigene freigesetzt wurden.

## Römische Antike
In Rom kamen Freilassungen durch Willenserklärung des Sklavenhalters (manumissio) oder Selbstkauf sehr häufig vor. Offiziell Freigelassene nahmen die römische Bürgerschaft an und genossen der Form nach fast alle Bürgerrechte; sie durften lediglich keine politischen oder militärischen Ämter ausüben und sich auch nicht mit Personen aus dem Senatorenstand verheiraten. Ihrem ehemaligen Herrn waren sie jedoch weiterhin zur Loyalität und zu bestimmten Diensten verpflichtet, ansonsten konnte die Freilassung rückgängig gemacht werden (revocatio in servitutem). Kinder ehemaliger Sklaven, die nach deren Freilassung geboren wurden, waren römische Vollbürger.

## Vereinigte Staaten
In den nordamerikanischen 13 Kolonien, aus denen 1776 die Vereinigten Staaten hervorgegangen sind, waren Freilassungen von Sklaven – als Freilassung durch den Sklavenhalter und als Selbstkauf – nicht die Regel, aber häufig. Viele Sklaven konnten zunächst wirtschaftliche Tätigkeiten auf eigene Rechnung ausüben und sich schließlich mit dem Erlös freikaufen. Viele Sklavenhalter ließen ihre afroamerikanischen Sexualpartnerinnen frei – eventuell um sie zu heiraten – oder Kinder, die aus solchen Partnerschaften hervorgingen. Diese Praxis hatte unter anderem zur Folge, dass die freie afroamerikanische Population sich gegenüber der unfreien bald durch eine vergleichsweise helle Hautfarbe auszeichnete.
Freilassungen wurden in den Kolonien jedoch in dem Maße selten, in dem dort Plantagenökonomien entstanden, in denen Tabak, Zuckerrohr, Indigo, Reis und Baumwolle von den Pflanzern vom späten 17. Jahrhundert an angebaut wurden. Um die Produktionskosten für diese gewinnträchtigen Exporterzeugnisse niedrig zu halten, stellten viele Pflanzer die Bewirtschaftung ihrer Plantagen nicht nur auf die Arbeitsleistung von Sklaven um, sondern organisierten deren Arbeit auch nach dem Kolonnensystem, unter dem Sklaven kaum noch Freiraum besaßen, eigene Gärten oder landwirtschaftliche Flächen zu bewirtschaften oder handwerkliche Produkte zu erzeugen, mit denen sie anschließend auf eigene Rechnung Handel treiben konnten. Damit entfiel für die meisten Sklaven auch die Möglichkeit des Selbstkaufs. Mitte des 18. Jahrhunderts betrug der Anteil der freien Afroamerikaner an der schwarzen Gesamtpopulation weniger als 5 Prozent.